# Meilleur Espoir féminin
Pour plus de détails, voir Fiche technique et Distribution.
Meilleur Espoir féminin est un film français réalisé par Gérard Jugnot et sorti en 2000.

## Synopsis
Yvon Rance, coiffeur par vocation dans la petite ville de Cancale, élève seul sa fille Laetitia, dont il veut faire une grande coiffeuse. Elle ouvrirait un salon à Laval. 
Mais Laetitia veut faire du cinéma, elle passe secrètement une audition et est sélectionnée pour le premier rôle. 
Elle ne sait comment l'annoncer à son père qui se montre plutôt désagréable et, dès qu'il apprend la nouvelle, tente par tous les moyens d'empêcher sa fille de faire du cinéma. Yvon, qui veut cependant le bonheur de sa fille, accepte finalement de l'emmener sur le lieu de tournage à Paris, mais ne reste jamais loin, toujours à suspecter Stéphane Leroy, le scénariste et réalisateur du film, de tourner avec Laetitia des séquences dérangeantes.

## Fiche technique
- Titre : Meilleur Espoir féminin
- Réalisation : Gérard Jugnot, assisté de Cécilia Rouaud et Régis Musset
- Scénario : Gérard Jugnot et Isabelle Mergault
- Dialogues : Isabelle Mergault
- Musique : Khalil Chahine
- Décors : Jean-Louis Podeva
- Costumes : Martine Rapin
- Photographie : Pascal Gennesseaux
- Montage : Catherine Kelber
- Production : Olivier Granier et Dominique Farrugia
- Sociétés de production : Les Films Ariane, Novo Arturo Films, RF2K et TF1 Films Production
- Sociétés de distribution : UFD
- Pays :  France
- Langue : français
- Format : couleur - 1.85:1 - 35 mm - Dolby Digital DTS
- Durée : 100 minutes
- Genre : comédie
- Dates de sortie : 
  - France :  31 mai 2000

## Distribution
- Gérard Jugnot : Yvon Rance, coiffeur breton vivant à Cancale
- Bérénice Bejo : Laetitia Rance alias Laetitia France, fille d'Yvon, devient comédienne
- Sabine Haudepin : Hélène, ex-femme d'Yvon et mère de Laetitia
- Chantal Lauby : Françoise, voisine et maîtresse d'Yvon
- Mohamed Hicham : Kader Achour, ami de Laetitia
- Antoine Duléry : Stéphane Leroy, metteur en scène au cinéma
- Didier Flamand : le producteur
- Daniel Martin : Michel, voisin d'Yvon et patron de bar
- Hubert Saint-Macary : Loick, voisin d'Yvon, mari de Françoise et boutiquier
- Thierry Lhermitte : lui-même
- Daniela Lumbroso : elle-même
- Ticky Holgado : le sans-abri
- Arthur Jugnot : Alex, assistant du producteur
- Sylvie Granotier : Claudia, attachée de presse
- Dora Doll : Madame Guiguan
- Frédérique Meininger : Madame Pigrenez
- Marie Mergey : Madame Le Cloarec
- Anna Gaylor : Madame Favart
- Anne-Marie Jabraud : Madame Picot
- Thierry Heckendorn : l'acheteur 1
- Michèle Garcia : l'acheteur 2
- Jean-Pierre Foucault : lui-même
- Guillaume de Tonquédec  : l'employé S.N.C.F.
- Pétronille Moss : la secrétaire de production
- Christophe Rouzaud : Garçon 1
- Michel Dodane : Garçon 2
- Virgine Vernat : Femme cabine téléphonique
- Michel B. Dupérial

## Distinctions
- César 2001 : nomination au César du meilleur espoir féminin pour Bérénice Bejo[1]

## Autour du film
- Le film a été tourné à Cancale, Tressé et Vitré.
- Le film contient quelques clins d'œil à de précédents films de Gérard Jugnot et en particulier Sans peur et sans reproche :
  - le producteur de film s'appelle Bellabre, comme le personnage joué par Gérard Jugnot quelques années auparavant.
  - l'apparition de Ticky Holgado (en clochard dans les toilettes de la gare, autre référence cette fois-ci à Une époque formidable) disant du personnage joué par Gérard Jugnot « Alors là, je dis Monsieur Yvon... », réplique récurrente de Jugnot dans Sans peur et sans reproche (« Alors là je dis, Messire ... ») ; il ajoute « Tu es un Seigneur » or le personnage de Jugnot dans Sans peur et sans reproche est un seigneur médiéval et celui de Ticky Holgado son fidèle servant.
  - le second film que tourne le personnage incarné par Bérénice Bejo présente un combat qui se passe au Moyen Âge avec pour décor le château de Vitré. Cette scène de combat est tournée par Philippe de Broca que l'on voit brièvement apparaître sur le plateau de tournage ainsi que Thierry Lhermitte qui s'apprête à jouer. Ce cinéaste a tourné avec Gérard Jugnot dans Les Mille et Une Nuits en 1990, soit 10 ans avant Meilleur Espoir féminin.
- Le film semble se dérouler à une époque future. En effet au début de l'histoire, Laetitia est alors âgée de 17 ans. Or plus tard, elle affirme à Hélène (sa mère) qu'elle est née en mai 1984, ce qui suggère que l'action se situe à l'année 2001 (le film étant sorti en 2000). Après la brouille entre Laetitia et Yvon et la naissance d'Anna, quelques années s'écoulent avant que le père et la fille ne se réconcilient. Entre-temps, Laetitia s'est séparée de Stéphane puis Anna a grandi, étant âgée d'environ 5 ans.
- Philippe Etchebest (chef cuisinier et animateur dans l'émission Cauchemar en cuisine) fait une brève apparition dans le film[réf. nécessaire], lors de la fête organisée en l'honneur de la sortie du film de Laetitia Rance (Bérénice Bejo). Il dirige quelques serveurs, leur demandant "d'accélérer le rythme" lors du service des plats aux invités. C'est dans cette scène qu'apparait également Daniela Lumbroso dans son propre rôle.
- Le générique de fin du premier film de Laetitia est en réalité celui de Mes amis, premier film de Michel Hazanavicius, futur mari de Bérénice Béjo.